# Ellefeld
Ellefeld  est une commune de Saxe (Allemagne), située dans l'arrondissement du Vogtland, dans le district de Chemnitz, sur la rivière Weiße Göltzsch.

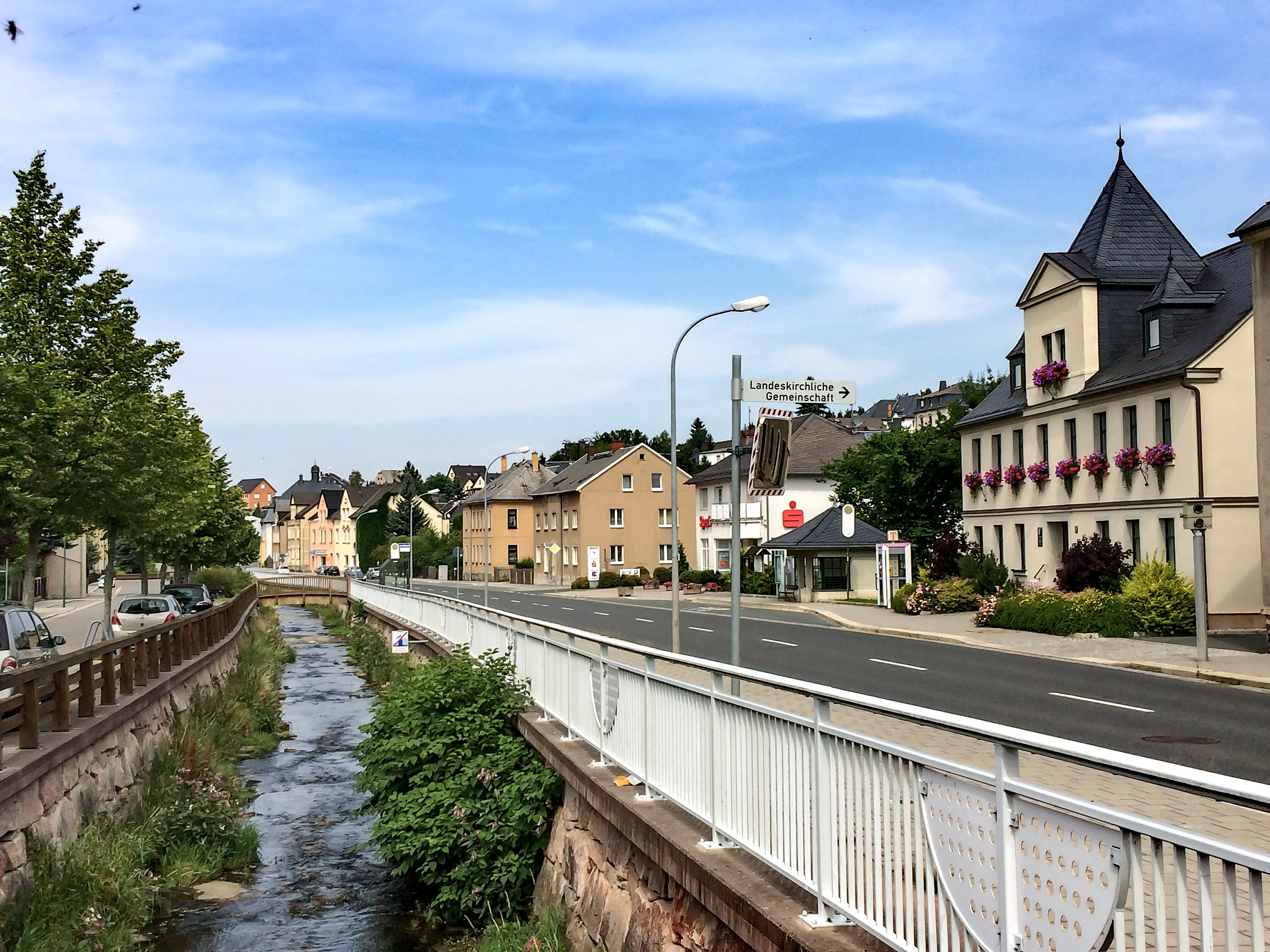
Ellefeld, rue principale et rivière Weiße Göltzsch